# 大槻彰の健康がいっぱい
大槻彰の健康がいっぱいは、静岡放送（SBS）の製作で、全国のAMラジオ局で放送している健康情報番組である。
パーソナリティは、大槻彰。
提供スポンサーは、ダイオーとくすり自然堂。

## 放送時間
本項の放送時間は2013年7月時点のものであり、現在は一部放送終了・変更されている可能性がある。（いずれも日本時間）
- 静岡放送･･･土曜日：06:45～07:00　※製作局
- IBC岩手放送･･･土曜日：05:25～05:40
- ラジオ福島･･･日曜日：05:45～06:00
- 東海ラジオ･･･金曜日：05:10～05:25
- ラジオ大阪･･･日曜日：09:15～09:30
- 山口放送･･･日曜日：14:30～14:45
- ラジオ沖縄･･･日曜日：07:00～07:30

### 過去のネット局
- 新潟放送
- 九州朝日放送

## 番組内容
毎週、健康に関する情報を医学博士の大槻彰が紹介する番組。途中、リスナーからの便りや薬に関する情報を紹介することもある。